# Ежов, Денис Игоревич
Дени́с И́горевич Ежо́в (28 февраля 1985, Тольятти, СССР) — российский хоккеист, защитник.

## Биография
Родился в Тольятти в семье работника АвтоВАЗа и домохозяйки. В шесть лет начал заниматься хоккеем. Выступал за команду игроков 85 года рождения вазовской хоккейной спортшколы, тренер — Владимир Гуженков. Воспитанник тольяттинской «Лады». В высшем дивизионе чемпионата России играл за «Ладу», «Металлург» (Новокузнецк), «Химик» (Мытищи), «Трактор», «Авангард», «Амур», «Витязь» и «Северсталь». В сезоне 2018/19, последним на данным момент в карьере, выступал за клуб «Дьердьой», выступающим в Эрсте Лига. На Драфте НХЛ 2003 был выбран в 4-м раунде под общим 114-м номером клубом «Баффало Сейбрз».
Выступал за юниорскую и молодёжную сборную России. В 2002 году завоевал серебряные медали на юниорском чемпионате мира и Мемориале Ивана Глинки. В 2003 стал чемпионом мира среди молодёжных команд и выиграл «бронзу» юниорского мирового первенства. Бронзовый призёр молодёжного чемпионата мира 2005.

## Личная жизнь
Жена Светлана, дочь Стефания.

## Статистика
| Легенда | Легенда                    | Легенда | Легенда                   | Легенда | Легенда    |
| ------- | -------------------------- | ------- | ------------------------- | ------- | ---------- |
| И       | Количество проведённых игр | Штр     | Штрафное время            | +/−     | Плюс-минус |
| Г       | Голы                       | П       | Голевые передачи          | О       | Очки       |
| -       | Статистика неизвестна      | —       | Статистика не учитывалась |         |            |

### Клубная
- a В «Плей-офф» учитывается статистика игрока в Кубке Надежды.

## Достижения
Командные
| Год  | Команда         | Достижение                                    | Достижение |
| ---- | --------------- | --------------------------------------------- | ---------- |
| 2002 | Россия (юниор.) | Серебряный призёр юниорского чемпионата мира  |            |
| 2002 | Россия (юниор.) | Бронзовый призёр Мемориала Ивана Глинки       |            |
| 2003 | Россия (мол.)   | Победитель молодёжного чемпионата мира        |            |
| 2003 | Россия (юниор.) | Бронзовый призёр юниорского чемпионата мира   |            |
| 2005 | Россия (мол.)   | Серебряный призёр молодёжного чемпионата мира |            |